# Praia do Carvoeiro
Praia do Carvoeiro (vaak ook gewoon: Carvoeiro genoemd) is een freguesia en stad in de Portugese gemeente Lagoa. De freguesia heeft 2849 inwoners, een oppervlakte van 12,8 km² en een bevolkingsdichtheid van 222,57 inwoners per km². De plaats werd op 12 juli 2001 tot vila uitgeroepen, een vila is een stadje met tussen 1000 en 10000 inwoners..
Sinds de jaren 60 van de 20ste eeuw is het voormalig vissersdorp een populaire toeristenplaats geworden. De plaats richt zich zowel op het zon-, zee- en strandtoerisme, als op golf- en watersporttoerisme.

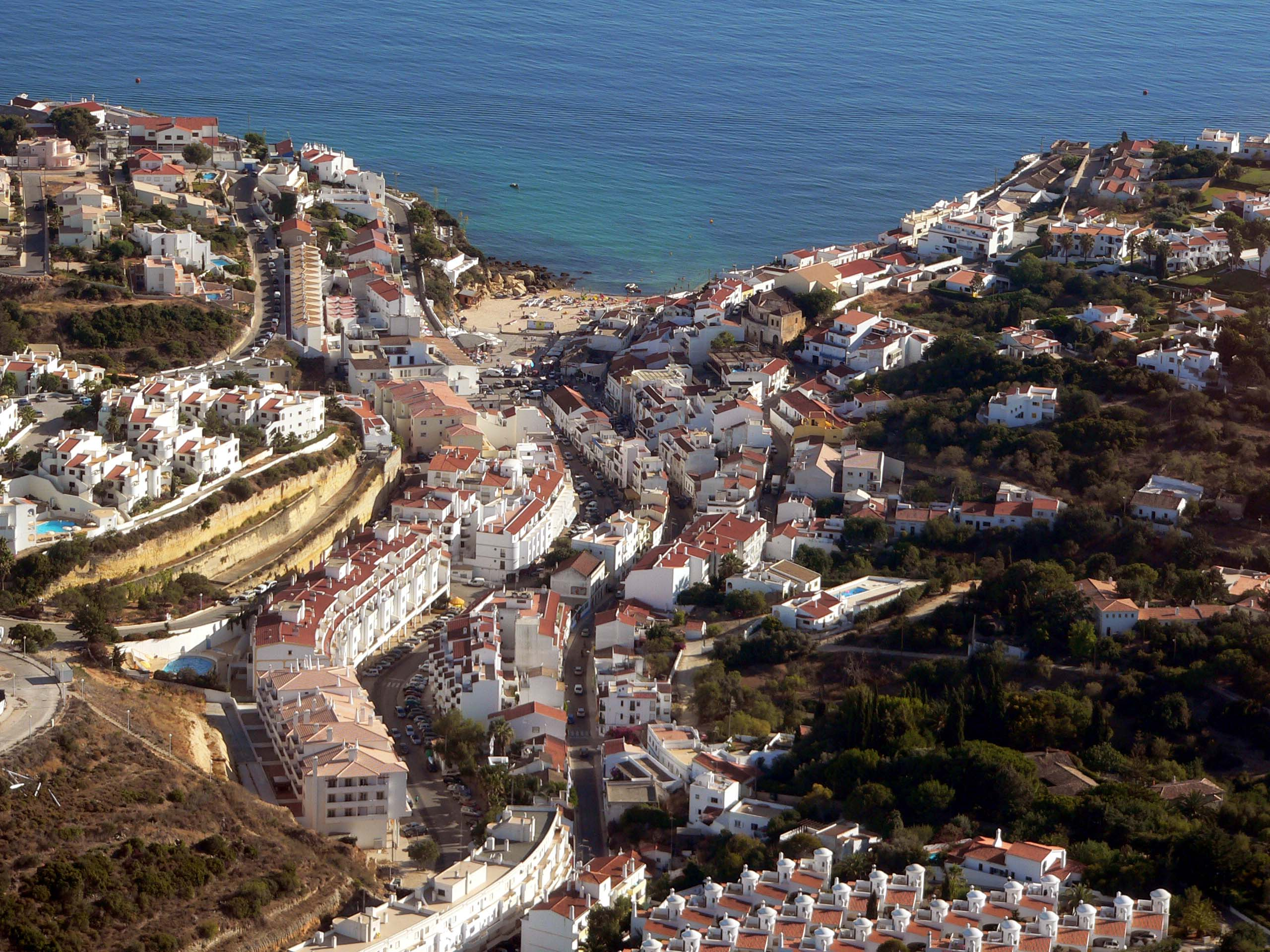
Carvoerio
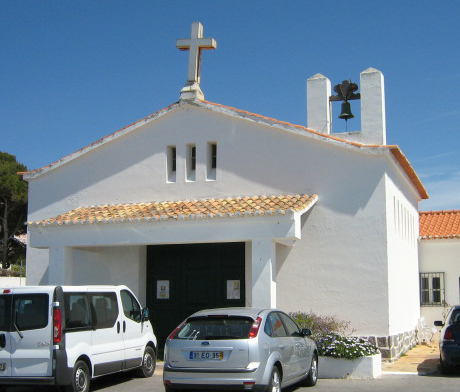
Nossa Senhora da Encarnação
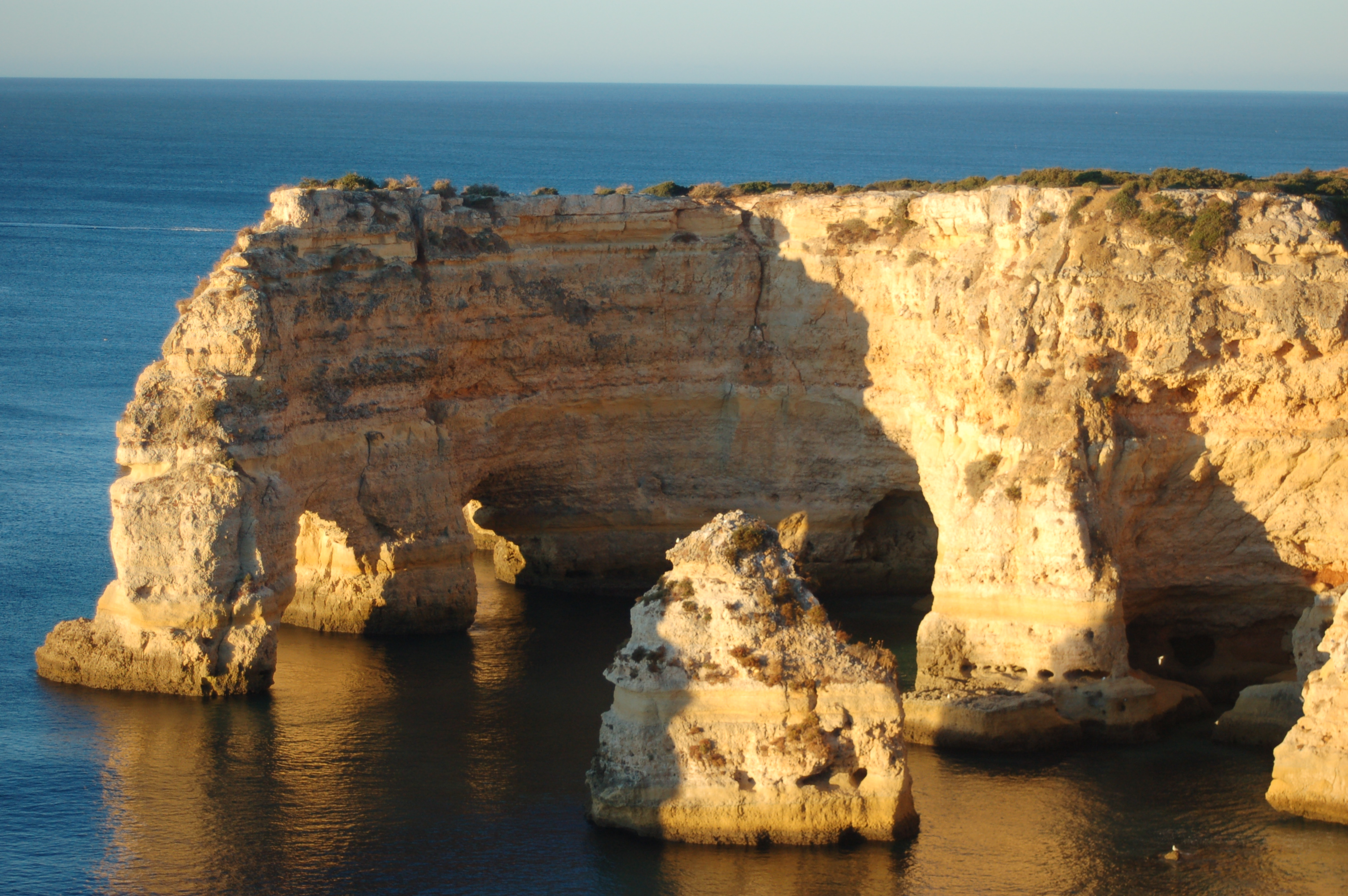
Praia da Marinha, nabij Carvoerio
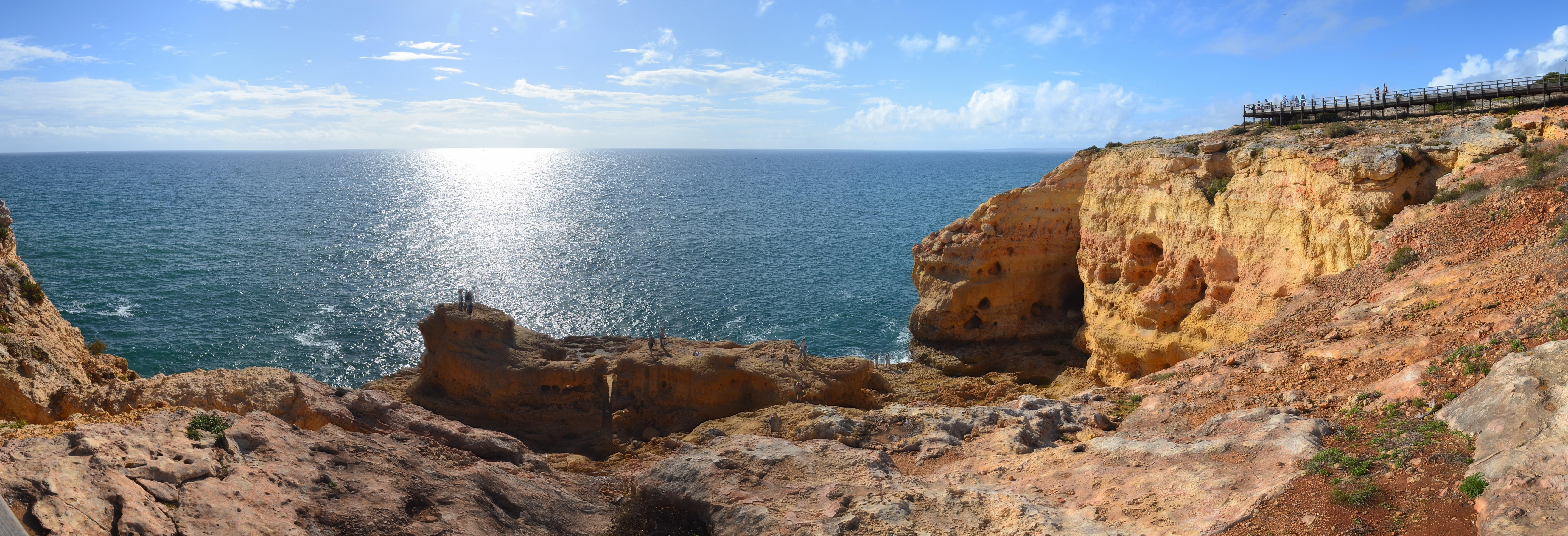
Panorama vanaf de boardwalk van Algar Seco